# Santa Monica
Santa Monica – nadbrzeżne miasto w Stanach Zjednoczonych położone w zachodniej części hrabstwa Los Angeles i metropolii Los Angeles, w amerykańskim stanie Kalifornia.
Leży nad Oceanem Spokojnym nad Zatoką Santa Monica, na południe od Pacific Palisades i Brentwood, na zachód od Westwood i centrum Los Angeles oraz na północ od Venice. Według spisu powszechnego z roku 2000 miasto miało 84 084 mieszkańców.
Miasto znane jest w Los Angeles z życia nocnego, wielu atrakcji oraz lokali i punktów handlowych zwłaszcza 3rd Street Promenade oraz molo – słynny Santa Monica Pier, który powstał w 1909 roku. Jest także miejscem licznych instytucji, m.in. znanego think tanku RAND Corporation oraz uczelni, m.in. Santa Monica College. W Santa Monica znajdują się dwa szpitale, pierwszy to Saint Johns Health center, drugi to Santa Monica UCLA Medical center.
Nazwa miasta pochodzi od świętej Moniki z Hippony, patronki żon oraz ofiar molestowania, matki św. Augustyna.
Santa Monica słynie jako ośrodek turystyczny w południowej Kalifornii ze względu na śródziemnomorski klimat oraz położenie. Znana jest również z wielu drogich dzielnic zamieszkiwanych przez artystów oraz ludzi związanych z show biznesem. Obecnie Santa Monica przeżywa okres gwałtownego rozwoju i ekspansji. Jest jedną z najbardziej popularnych miejscowości w południowej Kalifornii.
W Santa Monica był kręcony serial medyczny Prywatna praktyka z Kate Walsh w roli głównej.

## Geografia
Santa Monica jest położona na współrzędnych 34°01′19″N, 118°28′53″W (34.022059, -118.481336).
Według danych United States Census Bureau miasto zajmuje powierzchnię 41,2 km², z czego 21,4 km² znajduje się na lądzie. Granice miasta rozciągają się na odległość 5 km w głąb morza, więc 19,8 km² (48,08%) jego powierzchni stanowi woda.
Miasto jest skomunikowane z Los Angeles liniami autobusowymi, transport publiczny zapewnia m.in. linia autobusowa Big Blue Bus.

## Demografia
Populacja miasta wzrosła z 417 osób w roku 1880 do 84 084 w roku 2000.
W lipcu 2008 populacja wyniosła 87 664 osób, przyrost w stosunku do roku 2000 wyniósł 4,3%.

## Gospodarka
W mieście rozwinął się przemysł lotniczy, maszynowy, elektrotechniczny, chemiczny oraz odzieżowy.

## Ludzie urodzeni w Santa Monica
- Dave Navarro
- Tobey Maguire
- Dwight Evans
- Miguel Ferrer
- Bonnie Franklin
- Anjelica Huston
- Lorenzo Lamas
- Lorna Luft
- Christina Ricci
- Bobby Sherman
- Shirley Temple
- Suzanne Vega
- Gloria Stuart
- Sara Gilbert
- Randy Rhoads
- Robert Trujillo
- Sean Penn
- Robert Redford
- Hutch Dano
- David Hayter
- Kevin Love

## Galeria

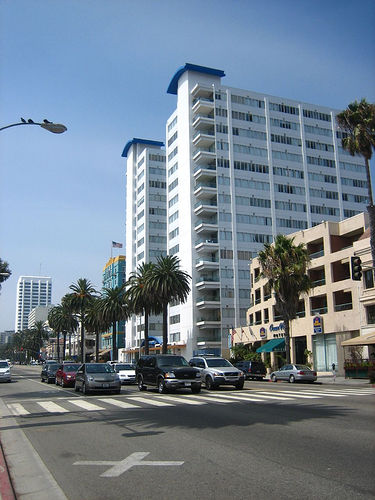
Centrum Santa Monica
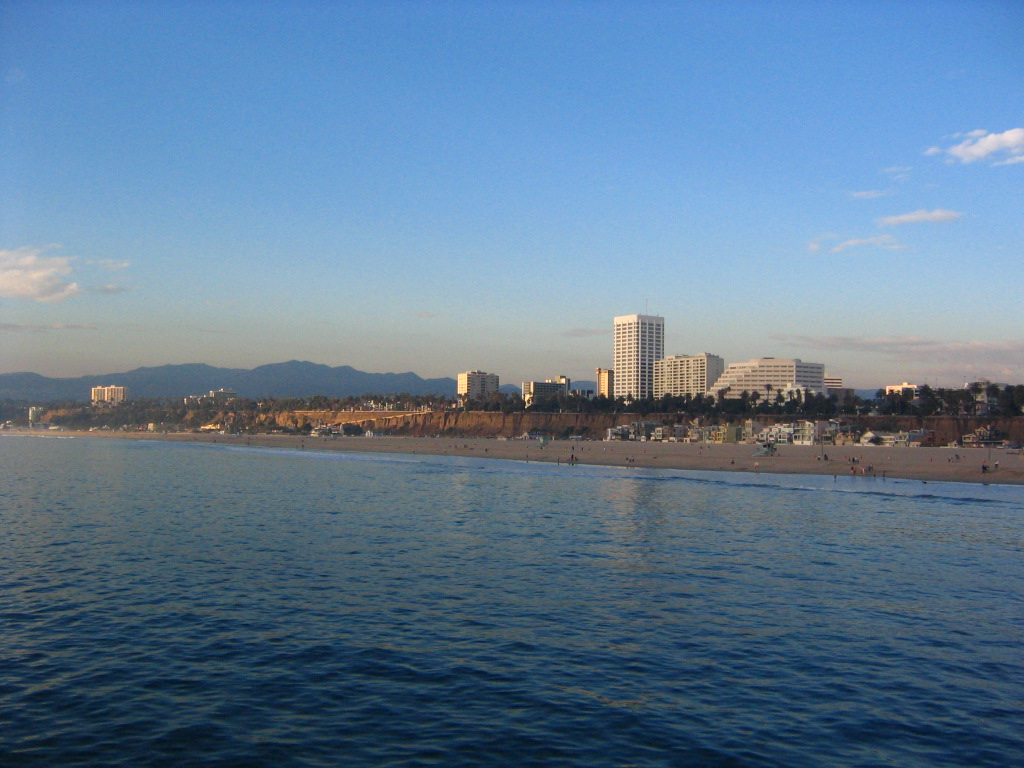
Plaża w Santa Monica, zdjęcie zrobione z Santa Monica Pier
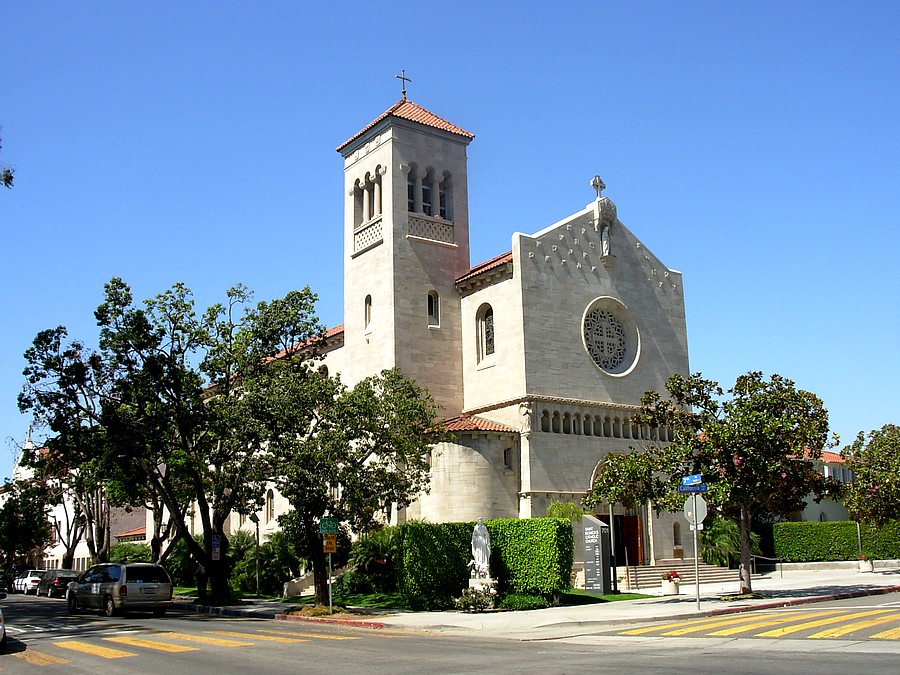
Kościół katolicki pod wezwaniem św. Moniki w Santa Monica
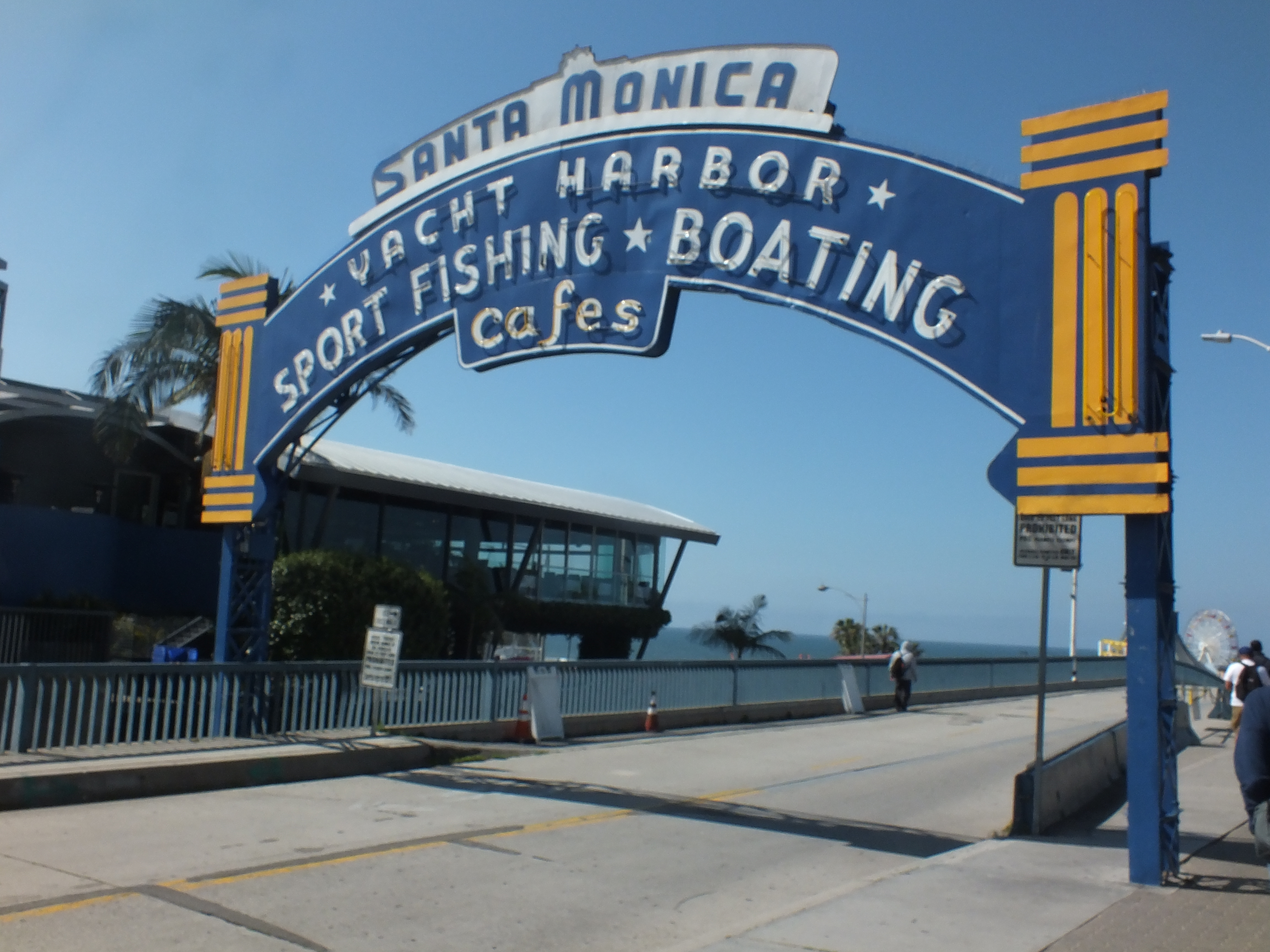
Wejście na molo w Santa Monica
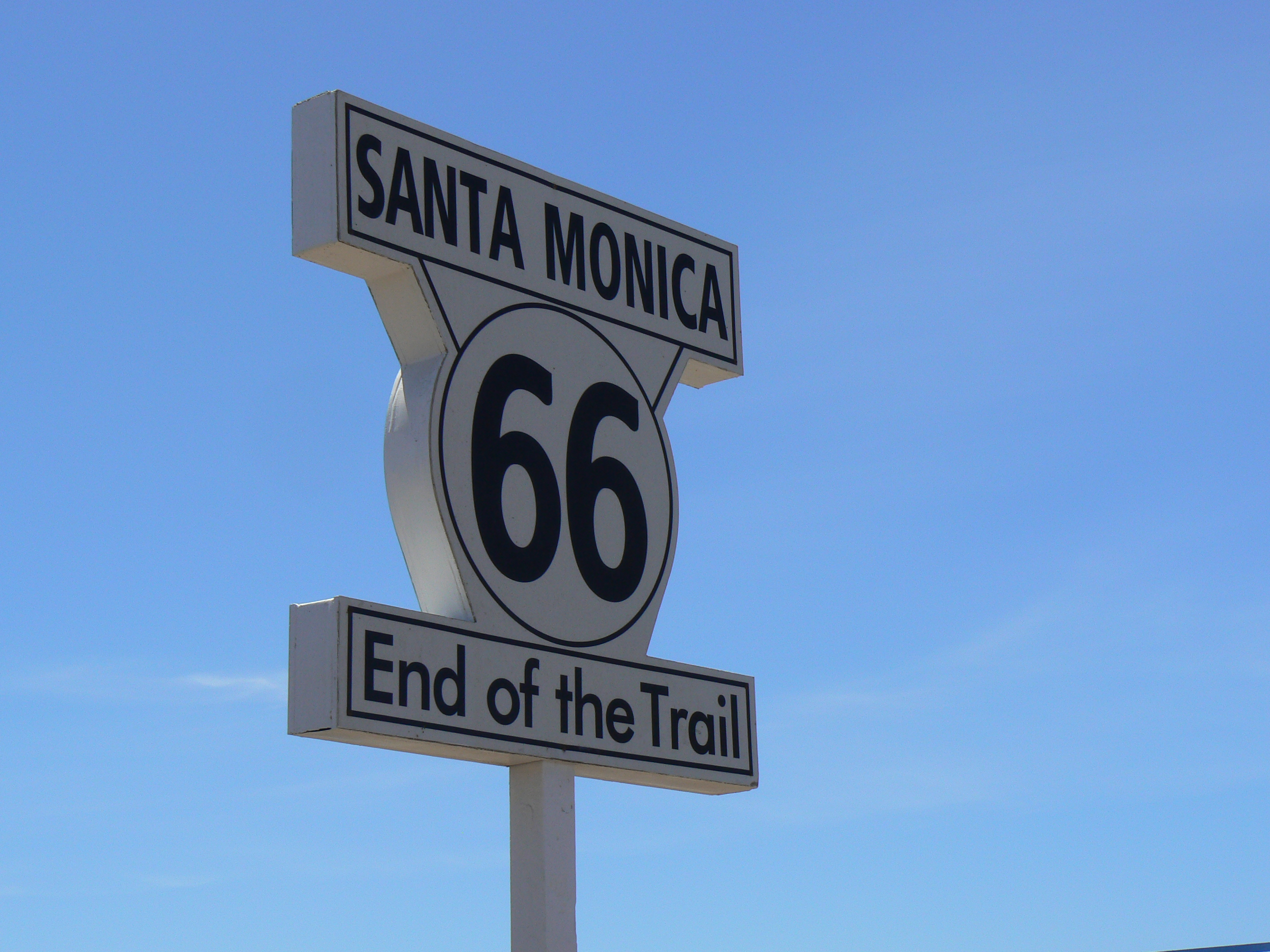
Koniec Route 66 w Santa Monica
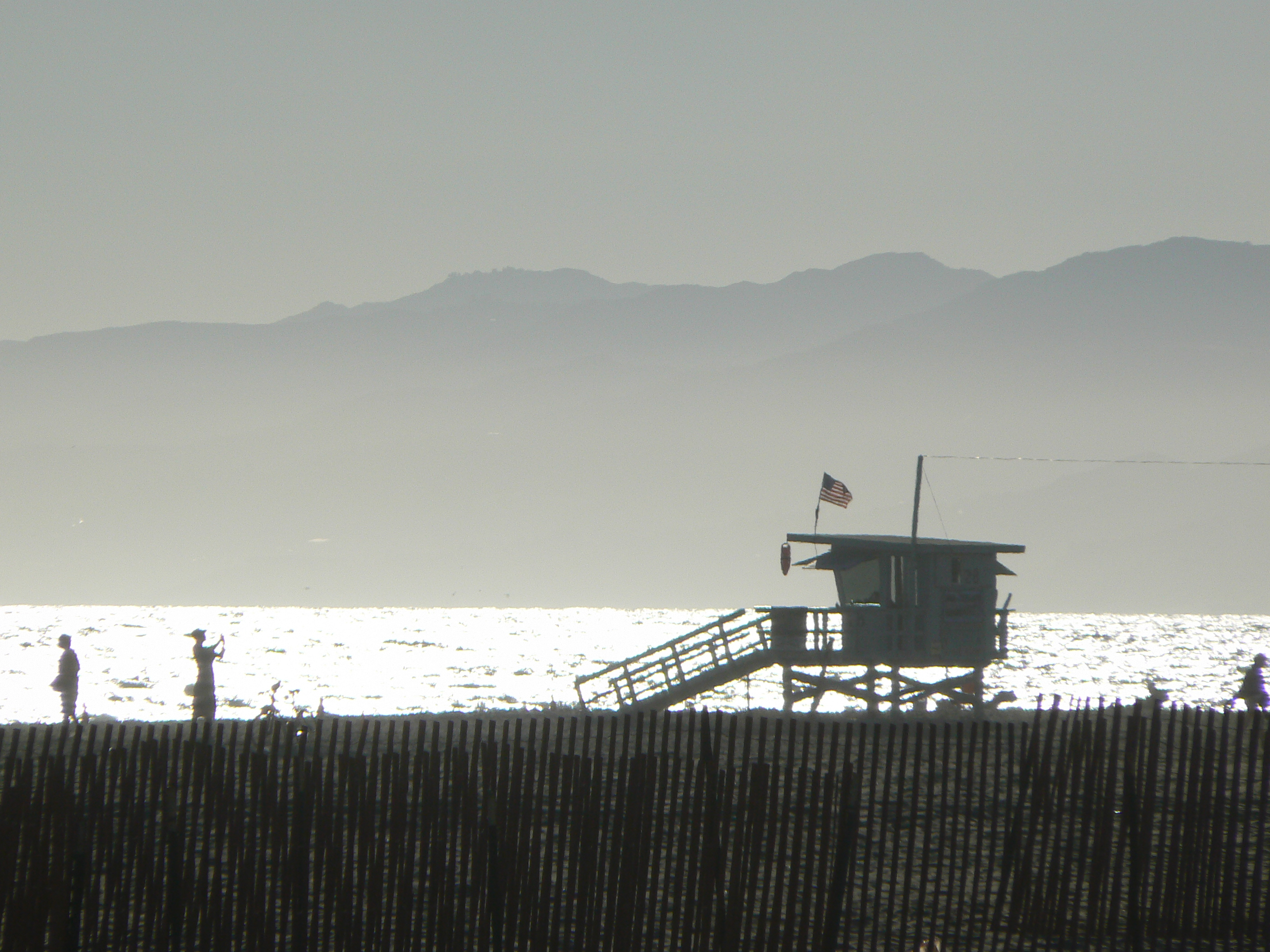
Wybrzeże w Santa Monica
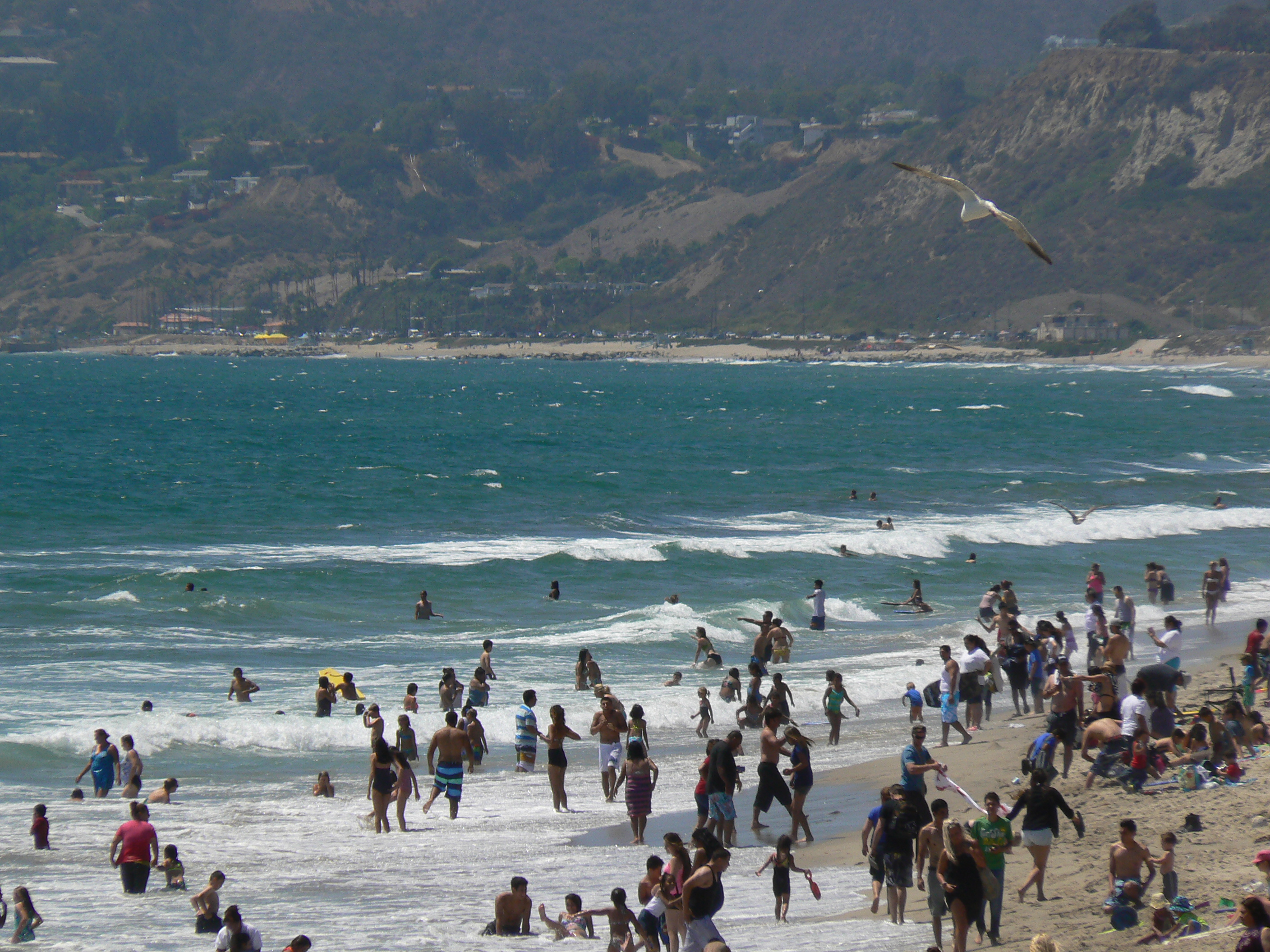
Plaża w Santa Monica

## Miasta partnerskie
- Hamm, Niemcy
- Fujinomiya, Japonia
- Mazatlán, Meksyk